# Olympische Sommerspiele 2020/Teilnehmer (Türkei)
| Gelbes Symbol für Goldmedaillen mit stilisierten Olympischen Ringen | Graues Symbol für Silbermedaillen mit stilisierten Olympischen Ringen | Braundes Symbol für Bronzemedaillen mit stilisierten Olympischen Ringen |
| ------------------------------------------------------------------- | --------------------------------------------------------------------- | ----------------------------------------------------------------------- |
| 2                                                                   | 2                                                                     | 9                                                                       |

Die Türkei nahm an den Olympischen Spielen 2020 in Tokio mit 106 Sportlern in 18 Sportarten teil. Es war die insgesamt 23. Teilnahme an Olympischen Sommerspielen.

## Teilnehmer nach Sportarten

### Badminton
| Athleten       | Wettbewerb | Gruppenphase | Gruppenphase      | Gruppenphase | Gruppenphase | Achtelfinale  | Achtelfinale  | Viertelfinale | Viertelfinale | Halbfinale    | Halbfinale    | Finale        | Finale        | Rang          |
| Athleten       | Wettbewerb | Gegner       | Ergebnis          | Punkte       | Rang         | Gegner        | Ergebnis      | Gegner        | Ergebnis      | Gegner        | Ergebnis      | Gegner        | Ergebnis      | Rang          |
| -------------- | ---------- | ------------ | ----------------- | ------------ | ------------ | ------------- | ------------- | ------------- | ------------- | ------------- | ------------- | ------------- | ------------- | ------------- |
| Frauen         |            |              |                   |              |              |               |               |               |               |               |               |               |               |               |
| Neslihan Yiğit | Einzel     | D. Hany      | 2:0 (21:5, 21:5)  | 65:52        | 2            | ausgeschieden | ausgeschieden | ausgeschieden | ausgeschieden | ausgeschieden | ausgeschieden | ausgeschieden | ausgeschieden | ausgeschieden |
| Neslihan Yiğit | Einzel     | Chen Y.      | 0:2 (14:21, 9:21) | 65:52        | 2            | ausgeschieden | ausgeschieden | ausgeschieden | ausgeschieden | ausgeschieden | ausgeschieden | ausgeschieden | ausgeschieden | ausgeschieden |

### Bogenschießen
| Athleten                  | Wettbewerb | Qualifikation | Qualifikation | 1. Runde    | 1. Runde | 2. Runde | 2. Runde | Achtelfinale | Achtelfinale | Viertelfinale | Viertelfinale | Halbfinale    | Halbfinale    | Finale        | Finale        | Rang          |
| Athleten                  | Wettbewerb | Ringe         | Rang          | Gegner      | Ergebnis | Gegner   | Ergebnis | Gegner       | Ergebnis     | Gegner        | Ergebnis      | Gegner        | Ergebnis      | Gegner        | Ergebnis      | Rang          |
| ------------------------- | ---------- | ------------- | ------------- | ----------- | -------- | -------- | -------- | ------------ | ------------ | ------------- | ------------- | ------------- | ------------- | ------------- | ------------- | ------------- |
| Frauen                    |            |               |               |             |          |          |          |              |              |               |               |               |               |               |               |               |
| Yasemin Anagöz            | Einzel     | 652           | 19            | S. Barrett  | 6:2      | Yang X.  | 6:2      | Kang C.-y.   | 2:6          | ausgeschieden | ausgeschieden | ausgeschieden | ausgeschieden | ausgeschieden | ausgeschieden | ausgeschieden |
| Männer                    |            |               |               |             |          |          |          |              |              |               |               |               |               |               |               |               |
| Mete Gazoz                | Einzel     | 669           | 10            | J. Henckels | 6:0      | R. Tyack | 7:3      | T. Worth     | 7:1          | B. Ellison    | 7:3           | T. Furukawa   | 7:3           | M. Nespoli    | 6:4           | Gold          |
| Mixed                     |            |               |               |             |          |          |          |              |              |               |               |               |               |               |               |               |
| Mete Gazoz Yasemin Anagöz | Mannschaft | 1266          | 26            | —           | —        | —        | —        | ROC          | 6:2          | Indonesien    | 6:2           | Niederlande   | 3:5           | Mexiko        | 2:6           | 4             |

### Boxen
| Athleten           | Wettbewerb                  | 1. Runde     | 1. Runde | Achtelfinale  | Achtelfinale  | Viertelfinale | Viertelfinale | Halbfinale    | Halbfinale    | Finale        | Finale        | Rang   |
| Athleten           | Wettbewerb                  | Gegner       | Ergebnis | Gegner        | Ergebnis      | Gegner        | Ergebnis      | Gegner        | Ergebnis      | Gegner        | Ergebnis      | Rang   |
| ------------------ | --------------------------- | ------------ | -------- | ------------- | ------------- | ------------- | ------------- | ------------- | ------------- | ------------- | ------------- | ------ |
| Frauen             |                             |              |          |               |               |               |               |               |               |               |               |        |
| Buse Naz Çakıroğlu | Fliegengewicht bis 51 kg    | Freilos      | Freilos  | T. Rachimowa  | 3:2           | J. Jitpong    | 5:0           | Huang H.-w.   | 5:0           | S. Krastewa   | 0:5           | Silber |
| Esra Yıldız        | Leichtgewicht bis 60 kg     | Freilos      | Freilos  | D. Sánchez    | 5:0           | M. Potkonen   | 2:3           | ausgeschieden | ausgeschieden | ausgeschieden | ausgeschieden | 5      |
| Busenaz Sürmeneli  | Weltergewicht bis 69 kg     | Freilos      | Freilos  | K. Koszewska  | 5:0           | A. Lyssenko   | 5:0           | L. Borgohain  | 5:0           | Gu H.         | 3:0           | Gold   |
| Männer             |                             |              |          |               |               |               |               |               |               |               |               |        |
| Batuhan Çiftçi     | Fliegengewicht bis 52 kg    | S. Zoirov    | 0:5      | ausgeschieden | ausgeschieden | ausgeschieden | ausgeschieden | ausgeschieden | ausgeschieden | ausgeschieden | ausgeschieden | 17     |
| Necat Ekinci       | Weltergewicht bis 69 kg     | A. Radsionau | 2:3      | ausgeschieden | ausgeschieden | ausgeschieden | ausgeschieden | ausgeschieden | ausgeschieden | ausgeschieden | ausgeschieden | 17     |
| Bayram Malkan      | Halbschwergewicht bis 81 kg | Freilos      | Freilos  | S. Samed      | RSC2          | L. Alfonso    | 0:5           | ausgeschieden | ausgeschieden | ausgeschieden | ausgeschieden | 5      |

### Fechten
| Athleten      | Wettbewerb     | 1. Runde | 1. Runde | 2. Runde | 2. Runde | Achtelfinale  | Achtelfinale  | Viertelfinale | Viertelfinale | Halbfinale / Klassifikation | Halbfinale / Klassifikation | Finale / Platzierung | Finale / Platzierung | Rang          |
| Athleten      | Wettbewerb     | Gegner   | Ergebnis | Gegner   | Ergebnis | Gegner        | Ergebnis      | Gegner        | Ergebnis      | Gegner                      | Ergebnis                    | Gegner               | Ergebnis             | Rang          |
| ------------- | -------------- | -------- | -------- | -------- | -------- | ------------- | ------------- | ------------- | ------------- | --------------------------- | --------------------------- | -------------------- | -------------------- | ------------- |
| Frauen        |                |          |          |          |          |               |               |               |               |                             |                             |                      |                      |               |
| İrem Karamete | Florett Einzel | Freilos  | Freilos  | N. Ross  | 5:15     | ausgeschieden | ausgeschieden | ausgeschieden | ausgeschieden | ausgeschieden               | ausgeschieden               | ausgeschieden        | ausgeschieden        | ausgeschieden |

### Gewichtheben
| Athleten              | Wettbewerb              | Reißen  | Reißen | Stoßen                | Stoßen                | Zweikampf | Zweikampf | Rang |
| Athleten              | Wettbewerb              | Gewicht | Rang   | Gewicht               | Rang                  | Gewicht   | Rang      | Rang |
| --------------------- | ----------------------- | ------- | ------ | --------------------- | --------------------- | --------- | --------- | ---- |
| Frauen                |                         |         |        |                       |                       |           |           |      |
| Nuray Levent          | Mittelgewicht bis 64 kg | 100 kg  | 7      | 120 kg                | 9                     | 220 kg    | 9         | 9    |
| Männer                |                         |         |        |                       |                       |           |           |      |
| Muhammed Furkan Özbek | Federgewicht bis 67 kg  | 142 kg  | 6      | ohne gültigen Versuch | ohne gültigen Versuch | —         | —         | —    |

### Judo
| Athleten         | Wettbewerb | 1. Runde    | 1. Runde | 2. Runde      | 2. Runde | Achtelfinale  | Achtelfinale  | Viertelfinale | Viertelfinale | Halbfinale / Trostrunde | Halbfinale / Trostrunde | Finale / Platz 3 | Finale / Platz 3 | Rang |
| Athleten         | Wettbewerb | Gegner      | Ergebnis | Gegner        | Ergebnis | Gegner        | Ergebnis      | Gegner        | Ergebnis      | Gegner                  | Ergebnis                | Gegner           | Ergebnis         | Rang |
| ---------------- | ---------- | ----------- | -------- | ------------- | -------- | ------------- | ------------- | ------------- | ------------- | ----------------------- | ----------------------- | ---------------- | ---------------- | ---- |
| Frauen           |            |             |          |               |          |               |               |               |               |                         |                         |                  |                  |      |
| Gülkader Şentürk | bis 48 kg  | J. Figueroa | 0:10     | —             | —        | ausgeschieden | ausgeschieden | ausgeschieden | ausgeschieden | ausgeschieden           | ausgeschieden           | ausgeschieden    | ausgeschieden    | 17   |
| Kayra Sayit      | über 78 kg | V. Mballa   | 1:0s1    | —             | —        | J. Kalanina   | 10:0          | A. Sone       | 0s1:10        | Han M.-j.               | 10:0                    | R. Dicko         | 0:10             | 5    |
| Männer           |            |             |          |               |          |               |               |               |               |                         |                         |                  |                  |      |
| Mihraç Akkuş     | bis 60 kg  | N. Namgyel  | 10:0s1   | —             | —        | J. Smetow     | 0:10          | ausgeschieden | ausgeschieden | ausgeschieden           | ausgeschieden           | ausgeschieden    | ausgeschieden    | 9    |
| Bilal Çiloğlu    | bis 73 kg  | Freilos     | Freilos  | Y. Eyal Slman | 10:0s1   | S. Ōno        | 0:10s1        | ausgeschieden | ausgeschieden | ausgeschieden           | ausgeschieden           | ausgeschieden    | ausgeschieden    | 9    |
| Vedat Albayrak   | bis 81 kg  | Freilos     | Freilos  | T. Nagase     | 0s3:10s2 | ausgeschieden | ausgeschieden | ausgeschieden | ausgeschieden | ausgeschieden           | ausgeschieden           | ausgeschieden    | ausgeschieden    | 17   |
| Mihael Žgank     | bis 90 kg  | Freilos     | Freilos  | I. F. Silva   | 1s1:0s2  | C. Brown      | 1s2:0s2       | N. van ’t End | 10:0s3        | E. Trippel              | 0:1s2                   | D. Bobonov       | 0:10s1           | 5    |

### Karate

#### Kata
| Athleten     | Wettbewerb | Ausscheidungsrunde | Ausscheidungsrunde | Platzierungsrunde | Platzierungsrunde | Kampf um Gold / Bronze | Kampf um Gold / Bronze | Kampf um Gold / Bronze | Rang   |
| Athleten     | Wettbewerb | Punkte             | Rang               | Punkte            | Rang              | Gegner                 | Punkte                 | Rang                   | Rang   |
| ------------ | ---------- | ------------------ | ------------------ | ----------------- | ----------------- | ---------------------- | ---------------------- | ---------------------- | ------ |
| Frauen       |            |                    |                    |                   |                   |                        |                        |                        |        |
| Dilara Bozan | Kata       | 24,76              | 3                  | 25,78             | 3                 | G. Lau                 | 26,52                  | 5                      | 5      |
| Männer       |            |                    |                    |                   |                   |                        |                        |                        |        |
| Ali Sofuoğlu | Kata       | 27,14              | 2                  | 27,32             | 2                 | H.-j. Park             | 27,26                  | 3                      | Bronze |

#### Kumite
| Athleten        | Wettbewerb        | Gruppenphase | Gruppenphase | Halbfinale    | Halbfinale    | Finale        | Finale        | Rang   |
| Athleten        | Wettbewerb        | Punkte       | Rang         | Gegner        | Ergebnis      | Gegner        | Ergebnis      | Rang   |
| --------------- | ----------------- | ------------ | ------------ | ------------- | ------------- | ------------- | ------------- | ------ |
| Frauen          |                   |              |              |               |               |               |               |        |
| Serap Özçelik   | Kumite bis 55 kg  | 0            | 4            | ausgeschieden | ausgeschieden | ausgeschieden | ausgeschieden | 7      |
| Merve Çoban     | Kumite bis 61 kg  | 4            | 2            | J. Preković   | 0:2           | ausgeschieden | ausgeschieden | Bronze |
| Meltem Hocaoğlu | Kumite über 61 kg | 1            | 5            | ausgeschieden | ausgeschieden | ausgeschieden | ausgeschieden | 9      |
| Männer          |                   |              |              |               |               |               |               |        |
| Eray Şamdan     | Kumite bis 67 kg  | 6            | 2            | A. Al-Masatfa | 2:0           | S. Da Costa   | 0:5           | Silber |
| Uğur Aktaş      | Kumite über 75 kg | 4            | 2            | S. Ganjzadeh  | 2:2           | ausgeschieden | ausgeschieden | Bronze |

### Leichtathletik
Laufen und Gehen 
| Athleten                                             | Wettbewerb   | Runde 1      | Runde 1 | Halbfinale    | Halbfinale    | Finale        | Finale        | Rang          |
| Athleten                                             | Wettbewerb   | Zeit         | Rang    | Zeit          | Rang          | Zeit          | Rang          | Rang          |
| ---------------------------------------------------- | ------------ | ------------ | ------- | ------------- | ------------- | ------------- | ------------- | ------------- |
| Frauen                                               |              |              |         |               |               |               |               |               |
| Yasemin Can                                          | 5000 m       | 14:50,92 min | 6       | —             | —             | 14:46,49 min  | 8             | 8             |
| Yasemin Can                                          | 10.000 m     | —            | —       | —             | —             | 31:10,05 min  | 11            | 11            |
| Meryem Erdoğan                                       | Marathon     | —            | —       | —             | —             | DNF           | DNF           | DNF           |
| Ayşe Tekdal                                          | 20 km Gehen  | —            | —       | —             | —             | 1:38:40 h     | 39            | 39            |
| Meryem Bekmez                                        | 20 km Gehen  | —            | —       | —             | —             | 1:35:08 h     | 22            | 22            |
| Evin Demir                                           | 20 km Gehen  | —            | —       | —             | —             | 1:39:55 h     | 41            | 41            |
| Männer                                               |              |              |         |               |               |               |               |               |
| Jak Ali Harvey                                       | 100 m        | 10,25 s      | 6       | ausgeschieden | ausgeschieden | ausgeschieden | ausgeschieden | ausgeschieden |
| Emre Zafer Barnes                                    | 100 m        | 10,47 s      | 7       | ausgeschieden | ausgeschieden | ausgeschieden | ausgeschieden | ausgeschieden |
| Ramil Guliyev                                        | 200 m        | 20,54 s      | 2       | 20,31 s       | 6             | ausgeschieden | ausgeschieden | ausgeschieden |
| Yasmani Copello                                      | 400 m Hürden | 49,00 s      | 2       | 47,88 s       | 3             | 47,81 s       | 6             | 6             |
| Salih Korkmaz                                        | 20 km Gehen  | —            | —       | —             | —             | DNF           | DNF           | DNF           |
| Abdulselam İmük                                      | 20 km Gehen  | —            | —       | —             | —             | 1:32:27 h     | 48            | 48            |
| Şahin Şenoduncu                                      | 20 km Gehen  | —            | —       | —             | —             | 1:27:39 h     | 34            | 34            |
| Polat Kemboi Arıkan                                  | Marathon     | —            | —       | —             | —             | DNF           | DNF           | DNF           |
| Yavuz Ağralı                                         | Marathon     | —            | —       | —             | —             | 2:21:00 h     | 52            | 52            |
| Kayhan Özer Ertan Özkan Jak Ali Harvey Ramil Guliyev | 4 × 100 m    | DSQ          | DSQ     | —             | —             | ausgeschieden | ausgeschieden | ausgeschieden |

 Springen und Werfen 
| Athleten        | Wettbewerb     | Qualifikation | Qualifikation | Finale        | Finale        | Rang |
| Athleten        | Wettbewerb     | Weite/Höhe    | Rang          | Weite/Höhe    | Rang          | Rang |
| --------------- | -------------- | ------------- | ------------- | ------------- | ------------- | ---- |
| Frauen          |                |               |               |               |               |      |
| Emel Dereli     | Kugelstoßen    | 17,81 m       | 16            | ausgeschieden | ausgeschieden | 16   |
| Tuğçe Şahutoğlu | Hammerwurf     | 66,06 m       | 27            | ausgeschieden | ausgeschieden | 27   |
| Eda Tuğsuz      | Speerwurf      | 62,31 m       | 5             | 64,00 m       | 4             | 4    |
| Männer          |                |               |               |               |               |      |
| Ersu Şaşma      | Stabhochsprung | 5,65 m        | 12            | 5,70 m        | 10            | 10   |
| Necati Er       | Dreisprung     | 17,13 m       | 2             | 17,25 m       | 6             | 6    |
| Eşref Apak      | Hammerwurf     | 76,76 m       | 8             | 76,71 m       | 9             | 9    |
| Özkan Baltacı   | Hammerwurf     | 63,63 m       | 31            | ausgeschieden | ausgeschieden | 31   |

### Moderner Fünfkampf
| Athleten      | Fechten | Fechten | Schwimmen   | Schwimmen | Reiten  | Reiten | Combined     | Combined | Punkte | Rang |
| Athleten      | Bilanz  | Punkte  | Zeit        | Punkte    | Zeit    | Punkte | Zeit         | Punkte   | Punkte | Rang |
| ------------- | ------- | ------- | ----------- | --------- | ------- | ------ | ------------ | -------- | ------ | ---- |
| Frauen        |         |         |             |           |         |        |              |          |        |      |
| İlke Özyüksel | 14+1    | 185     | 2:15,89 min | 279       | 79,40 s | 293    | 11:47,64 min | 593      | 1350   | 5    |

### Radsport

#### Straße
| Athleten    | Wettbewerb    | Zeit | Rang |
| ----------- | ------------- | ---- | ---- |
| Männer      |               |      |      |
| Onur Balkan | Straßenrennen | DNF  | –    |
| Ahmet Örken | Straßenrennen | DNF  | –    |

### Ringen

#### Freier Stil
Legende: G = Gewonnen, V = Verloren, S = Schultersieg
| Athleten           | Wettbewerb        | Achtelfinale     | Achtelfinale | Viertelfinale | Viertelfinale | Halbfinale    | Halbfinale    | Hoffnungsrunde Halbfinale | Hoffnungsrunde Halbfinale | Hoffnungsrunde Finale | Hoffnungsrunde Finale | Finale        | Finale        | Rang   |
| Athleten           | Wettbewerb        | Gegner           | Ergebnis     | Gegner        | Ergebnis      | Gegner        | Ergebnis      | Gegner                    | Ergebnis                  | Gegner                | Ergebnis              | Gegner        | Ergebnis      | Rang   |
| ------------------ | ----------------- | ---------------- | ------------ | ------------- | ------------- | ------------- | ------------- | ------------------------- | ------------------------- | --------------------- | --------------------- | ------------- | ------------- | ------ |
| Frauen             |                   |                  |              |               |               |               |               |                           |                           |                       |                       |               |               |        |
| Evin Demirhan      | Klasse bis 50 kg  | S. Hildebrandt   | V 0:11       | ausgeschieden | ausgeschieden | ausgeschieden | ausgeschieden | ausgeschieden             | ausgeschieden             | ausgeschieden         | ausgeschieden         | ausgeschieden | ausgeschieden | 16     |
| Yasemin Adar       | Klasse bis 76 kg  | A. Ferreira      | G 6:0        | A. Gray       | V 4:6         | ausgeschieden | ausgeschieden | Z. Sghaier                | G 2S:0                    | A. Medet Kyzy         | G 4S:0                | ausgeschieden | ausgeschieden | Bronze |
| Männer             |                   |                  |              |               |               |               |               |                           |                           |                       |                       |               |               |        |
| Süleyman Atlı      | Klasse bis 57 kg  | R. Atrinagharchi | V 2:3        | ausgeschieden | ausgeschieden | ausgeschieden | ausgeschieden | ausgeschieden             | ausgeschieden             | ausgeschieden         | ausgeschieden         | ausgeschieden | ausgeschieden | 11     |
| Osman Göçen        | Klasse bis 86 kg  | S. Takatani      | G 2:2        | A. Naifonow   | V 1:12        | ausgeschieden | ausgeschieden | ausgeschieden             | ausgeschieden             | ausgeschieden         | ausgeschieden         | ausgeschieden | ausgeschieden | 9      |
| Süleyman Karadeniz | Klasse bis 97 kg  | M. Ibragimov     | G 3:3        | A. Jergali    | G 8:7         | K. Snyder     | V 0:5         | —                         | —                         | A. Conyedo            | V 2:6                 | ausgeschieden | ausgeschieden | 5      |
| Taha Akgül         | Klasse bis 125 kg | A. Dhesi         | G 5:0        | G. Steveson   | V 0:8         | ausgeschieden | ausgeschieden | A. Lasarew                | G 4:0                     | M. Lchagwagerel       | G 5:0                 | ausgeschieden | ausgeschieden | Bronze |

#### Griechisch-römischer Stil
Legende: G = Gewonnen, V = Verloren, S = Schultersieg
| Athleten     | Wettbewerb        | Achtelfinale  | Achtelfinale | Viertelfinale | Viertelfinale | Halbfinale    | Halbfinale    | Hoffnungsrunde Halbfinale | Hoffnungsrunde Halbfinale | Hoffnungsrunde Finale | Hoffnungsrunde Finale | Finale        | Finale        | Rang   |
| Athleten     | Wettbewerb        | Gegner        | Ergebnis     | Gegner        | Ergebnis      | Gegner        | Ergebnis      | Gegner                    | Ergebnis                  | Gegner                | Ergebnis              | Gegner        | Ergebnis      | Rang   |
| ------------ | ----------------- | ------------- | ------------ | ------------- | ------------- | ------------- | ------------- | ------------------------- | ------------------------- | --------------------- | --------------------- | ------------- | ------------- | ------ |
| Männer       |                   |               |              |               |               |               |               |                           |                           |                       |                       |               |               |        |
| Kerem Kamal  | Klasse bis 60 kg  | V. Ciobanu    | V 0:8        | ausgeschieden | ausgeschieden | ausgeschieden | ausgeschieden | ausgeschieden             | ausgeschieden             | ausgeschieden         | ausgeschieden         | ausgeschieden | ausgeschieden | 15     |
| Cenk İldem   | Klasse bis 97 kg  | K. Milow      | V 1:3        | ausgeschieden | ausgeschieden | ausgeschieden | ausgeschieden | ausgeschieden             | ausgeschieden             | ausgeschieden         | ausgeschieden         | ausgeschieden | ausgeschieden | 12     |
| Rıza Kayaalp | Klasse bis 130 kg | M. Knystautas | G 5:1        | E. Popp       | G 6:2         | M. López      | V 0:2         | —                         | —                         | R. Mirzazadeh         | G 7:2                 | ausgeschieden | ausgeschieden | Bronze |

### Rudern
| Athleten     | Wettbewerb | Vorlauf     | Vorlauf | Vorlauf       | Hoffnungslauf / Viertelfinale | Hoffnungslauf / Viertelfinale | Hoffnungslauf / Viertelfinale | Halbfinale  | Halbfinale | Halbfinale    | Finale  | Finale | Rang |
| Athleten     | Wettbewerb | Zeit        | Platz   | Qualifikation | Zeit                          | Platz                         | Qualifikation                 | Zeit        | Platz      | Qualifikation | Zeit    | Platz  | Rang |
| ------------ | ---------- | ----------- | ------- | ------------- | ----------------------------- | ----------------------------- | ----------------------------- | ----------- | ---------- | ------------- | ------- | ------ | ---- |
| Männer       |            |             |         |               |                               |                               |                               |             |            |               |         |        |      |
| Onat Kazaklı | Einer      | 7:20,11 min | 3       | Viertelfinale | 7:32,86 min                   | 4                             | Halbfinale C/D                | 7:32,19 min | 6          | Finale D      | 7:13,65 | 3      | 21   |

### Schießen
| Athleten     | Wettbewerb                                     | Qualifikation   | Qualifikation | Finale          | Finale        | Ringe/ Scheiben | Rang |
| Athleten     | Wettbewerb                                     | Ringe/ Scheiben | Rang          | Ringe/ Scheiben | Rang          | Ringe/ Scheiben | Rang |
| ------------ | ---------------------------------------------- | --------------- | ------------- | --------------- | ------------- | --------------- | ---- |
| Männer       |                                                |                 |               |                 |               |                 |      |
| Ömer Akgün   | Luftgewehr 10 Meter                            | 629,8           | 5             | 207,3           | 4             | 837,1           | 4    |
| Ömer Akgün   | Kleinkalibergewehr Dreistellungskampf 50 Meter | 1147            | 36            | ausgeschieden   | ausgeschieden | 1147            | 36   |
| Özgür Varlık | Schnellfeuerpistole 25 Meter                   | 555             | 24            | ausgeschieden   | ausgeschieden | 555             | 24   |
| Yusuf Dikeç  | Luftpistole 10 Meter                           | 572             | 24            | ausgeschieden   | ausgeschieden | 572             | 24   |
| İsmail Keleş | Luftpistole 10 Meter                           | 572             | 25            | ausgeschieden   | ausgeschieden | 572             | 25   |

### Schwimmen
| Athleten                                                       | Wettbewerb          | Vorlauf      | Vorlauf | Halbfinale    | Halbfinale    | Finale        | Finale        | Rang |
| Athleten                                                       | Wettbewerb          | Zeit         | Rang    | Zeit          | Rang          | Zeit          | Rang          | Rang |
| -------------------------------------------------------------- | ------------------- | ------------ | ------- | ------------- | ------------- | ------------- | ------------- | ---- |
| Frauen                                                         |                     |              |         |               |               |               |               |      |
| Beril Böcekler                                                 | 400 m Freistil      | 4:08,27 min  | 16      | —             | —             | ausgeschieden | ausgeschieden | 16   |
| Merve Tuncel                                                   | 400 m Freistil      | 4:11,06 min  | 19      | —             | —             | ausgeschieden | ausgeschieden | 19   |
| Deniz Ertan                                                    | 800 m Freistil      | 8:36,29 min  | 23      | —             | —             | ausgeschieden | ausgeschieden | 23   |
| Merve Tuncel                                                   | 800 m Freistil      | 8:25,62 min  | 12      | —             | —             | ausgeschieden | ausgeschieden | 12   |
| Deniz Ertan                                                    | 1500 m Freistil     | 16:13,22 min | 17      | —             | —             | ausgeschieden | ausgeschieden | 17   |
| Merve Tuncel                                                   | 1500 m Freistil     | 16:00,51 min | 11      | —             | —             | ausgeschieden | ausgeschieden | 11   |
| Defne Taçyıldız                                                | 200 m Schmetterling | 2:10,00 min  | 12      | 2:11,27 min   | 14            | ausgeschieden | ausgeschieden | 14   |
| Viktoriya Zeynep Güneş                                         | 200 m Lagen         | 2:14,41 min  | 22      | ausgeschieden | ausgeschieden | ausgeschieden | ausgeschieden | 22   |
| Viktoriya Zeynep Güneş Beril Böcekler Deniz Ertan Merve Tuncel | 4 × 200 m Freistil  | 8:10,96 min  | 13      | —             | —             | ausgeschieden | ausgeschieden | 13   |
| Männer                                                         |                     |              |         |               |               |               |               |      |
| Baturalp Ünlü                                                  | 200 m Freistil      | 1:49,75 min  | 34      | ausgeschieden | ausgeschieden | ausgeschieden | ausgeschieden | 34   |
| Yiğit Aslan                                                    | 800 m Freistil      | 7:56,18 min  | 24      | —             | —             | ausgeschieden | ausgeschieden | 24   |
| Berkay Ömer Öğretir                                            | 100 m Brust         | 59,82 s      | 18      | ausgeschieden | ausgeschieden | ausgeschieden | ausgeschieden | 18   |
| Hüseyin Emre Sakçı                                             | 100 m Brust         | 59,87 s      | 19      | ausgeschieden | ausgeschieden | ausgeschieden | ausgeschieden | 19   |
| Berkay Ömer Öğretir                                            | 200 m Brust         | 2:10,73 min  | 22      | ausgeschieden | ausgeschieden | ausgeschieden | ausgeschieden | 22   |
| Ümitcan Güreş                                                  | 100 m Schmetterling | 52,44 s      | 35      | ausgeschieden | ausgeschieden | ausgeschieden | ausgeschieden | 35   |
| Berke Saka                                                     | 200 m Rücken        | 1:58,66 min  | 23      | ausgeschieden | ausgeschieden | ausgeschieden | ausgeschieden | 23   |

### Segeln
| Athleten                      | Wettbewerb      | Qualifikation | Qualifikation | Medal Race    | Medal Race    | Punkte | Rang |
| Athleten                      | Wettbewerb      | Punkte        | Rang          | Punkte        | Rang          | Punkte | Rang |
| ----------------------------- | --------------- | ------------- | ------------- | ------------- | ------------- | ------ | ---- |
| Frauen                        |                 |               |               |               |               |        |      |
| Dilara Uralp                  | Windsurfen RS:X | 245           | 24            | ausgeschieden | ausgeschieden | 245    | 24   |
| Ecem Güzel                    | Laser Radial    | 172           | 20            | ausgeschieden | ausgeschieden | 172    | 20   |
| Beste Kaynakçı Okyanus Arıkan | 470er           | 127,1         | 17            | ausgeschieden | ausgeschieden | 127,1  | 17   |
| Männer                        |                 |               |               |               |               |        |      |
| Onur Cavit Biriz              | Windsurfen RS:X | 210           | 20            | ausgeschieden | ausgeschieden | 210    | 20   |
| Alican Kaynar                 | Finn Dinghy     | 71            | 8             | 10            | 5             | 81     | 8    |
| Deniz Çınar Ateş Çınar        | 470er           | 73            | 9             | 20            | 10            | 93     | 10   |

### Taekwondo
| Athleten           | Wettbewerb        | Achtelfinale  | Achtelfinale | Viertelfinale | Viertelfinale | Hoffnungsrunde Halbfinale | Hoffnungsrunde Halbfinale | Halbfinale    | Halbfinale    | Hoffnungsrunde Finale | Hoffnungsrunde Finale | Finale        | Finale        | Rang   |
| Athleten           | Wettbewerb        | Gegner        | Ergebnis     | Gegner        | Ergebnis      | Gegner                    | Ergebnis                  | Gegner        | Ergebnis      | Gegner                | Ergebnis              | Gegner        | Ergebnis      | Rang   |
| ------------------ | ----------------- | ------------- | ------------ | ------------- | ------------- | ------------------------- | ------------------------- | ------------- | ------------- | --------------------- | --------------------- | ------------- | ------------- | ------ |
| Frauen             |                   |               |              |               |               |                           |                           |               |               |                       |                       |               |               |        |
| Rukiye Yıldırım    | Klasse bis 49 kg  | N. Abdelsalam | 21:20        | A. Ramírez    | 31:30         | —                         | —                         | A. Cerezo     | 19:39         | A. Semberg            | 22:27                 | ausgeschieden | ausgeschieden | 5      |
| Hatice Kübra İlgün | Klasse bis 57 kg  | N. Lee Lindo  | 16:5         | A. Zolotic    | 9:17          | N. Laaraj                 | 6:0                       | ausgeschieden | ausgeschieden | K. Alisadeh           | 8:6                   | ausgeschieden | ausgeschieden | Bronze |
| Nur Tatar          | Klasse bis 67 kg  | E. Anyanacho  | 12:7         | P. McPherson  | 1:3           | ausgeschieden             | ausgeschieden             | ausgeschieden | ausgeschieden | ausgeschieden         | ausgeschieden         | ausgeschieden | ausgeschieden | 9      |
| Nafia Kuş          | Klasse über 67 kg | K. Rodríguez  | 5:7          | ausgeschieden | ausgeschieden | ausgeschieden             | ausgeschieden             | ausgeschieden | ausgeschieden | ausgeschieden         | ausgeschieden         | ausgeschieden | ausgeschieden | 11     |
| Männer             |                   |               |              |               |               |                           |                           |               |               |                       |                       |               |               |        |
| Hakan Reçber       | Klasse bis 68 kg  | E. Pontes     | 25:18        | B. Sinden     | 19:39         | T. Burns                  | 23:8                      | ausgeschieden | ausgeschieden | N. Husić              | 22:13                 | ausgeschieden | ausgeschieden | Bronze |

### Turnen

#### Gerätturnen
| Athleten         | Wettbewerb       | Qualifikation | Qualifikation | Finale        | Finale        | Rang   |
| Athleten         | Wettbewerb       | Punkte        | Rang          | Punkte        | Rang          | Rang   |
| ---------------- | ---------------- | ------------- | ------------- | ------------- | ------------- | ------ |
| Frauen           |                  |               |               |               |               |        |
| Nazlı Savranbaşı | Boden            | 11,933        | 74            | ausgeschieden | ausgeschieden | 74     |
| Nazlı Savranbaşı | Schwebebalken    | 11,033        | 85            | ausgeschieden | ausgeschieden | 85     |
| Nazlı Savranbaşı | Stufenbarren     | 11,933        | 67            | ausgeschieden | ausgeschieden | 67     |
| Nazlı Savranbaşı | Mehrkampf Einzel | 47,799        | 71            | ausgeschieden | ausgeschieden | 71     |
| Männer           |                  |               |               |               |               |        |
| Adem Asil        | Boden            | 14,033        | 24            | ausgeschieden | ausgeschieden | 24     |
| Ahmet Önder      | Boden            | 14,600        | 13            | ausgeschieden | ausgeschieden | 13     |
| Ferhat Arıcan    | Pauschenpferd    | 14,233        | 17            | ausgeschieden | ausgeschieden | 17     |
| Adem Asil        | Pauschenpferd    | 12,400        | 61            | ausgeschieden | ausgeschieden | 61     |
| Ahmet Önder      | Pauschenpferd    | 13,333        | 39            | ausgeschieden | ausgeschieden | 39     |
| Adem Asil        | Ringe            | 14,800        | 6             | 14,600        | 7             | 7      |
| İbrahim Çolak    | Ringe            | 14,933        | 4             | 14,866        | 5             | 5      |
| Ahmet Önder      | Ringe            | 14,366        | 13            | ausgeschieden | ausgeschieden | 13     |
| Adem Asil        | Sprung           | 14,766        | 4             | 14,449        | 6             | 6      |
| Ahmet Önder      | Sprung           | 14,466        | 8             | 14,066        | 7             | 7      |
| Ferhat Arıcan    | Barren           | 15,566        | 4             | 15,633        | 3             | Bronze |
| Adem Asil        | Barren           | 14,091        | 42            | ausgeschieden | ausgeschieden | 42     |
| Ahmet Önder      | Barren           | 15,200        | 14            | ausgeschieden | ausgeschieden | 14     |
| Adem Asil        | Reck             | 14,100        | 13            | ausgeschieden | ausgeschieden | 13     |
| Ahmet Önder      | Reck             | 13,833        | 21            | ausgeschieden | ausgeschieden | 21     |
| Adem Asil        | Mehrkampf Einzel | 84,524        | 15            | 82,499        | 15            | 15     |
| Ahmet Önder      | Mehrkampf Einzel | 85,665        | 8             | DNF           | DNF           |        |

### Volleyball
| Wettbewerb    | Frauen |
| ------------- | --- |
| Athletinnen   | Simge Aköz Cansu Özbay Tuğba Şenoğlu Şeyma Ercan Kübra Akman Hande Baladın Meliha İsmailoğlu Naz Aydemir Meryem Boz Eda Erdem Dündar Zehra Güneş Ebrar Karakurt |
| Trainer       | Giovanni Guidetti |
| Gruppenphase  | China (3:0) Italien (1:3) Vereinigte Staaten (2:3) Argentinien (0:3) ROC (3:2)                                                                                  |
| Viertelfinale | Südkorea (2:3) |
| Halbfinale    | ausgeschieden |
| Finale        | ausgeschieden |
| Platzierung   | 5 |